# (5269) Паустовский
(5269) Паустовский (лат. Paustovskij) — типичный астероид главного пояса, открыт 28 сентября 1978 года советским астрономом Николаем Черных в Крымской астрофизической обсерватории и 24 января 2000 года назван в честь писателя Константина Паустовского.

## Обнаружение и именование
(5269) Паустовский
Открыт 28 сентября 1978 года в Крымской астрофизической обсерватории Н. С. Черных.
Назван в честь астрофизика-теоретика и наблюдателя на Крымской станции Астрономического института им. Штернберга Валерия Юзефовича Теребижа (р. 1941). Он нашёл формальные решения некоторых важных нестационарных и нелинейных задач переноса излучения и анализа временных рядов. Разработал подход Оккама к инверсионным задачам математической физики, в частности, к задаче восстановления изображений.
Оригинальный текст (англ.)5269 Paustovskij
Discovered 1978 Sept. 28 by N. S. Chernykh at the Crimean Astrophysical Observatory.
Named in honor of Valerij Yuzefovich Terebizh (b. 1941), theoretical astrophysicist and observer at the Crimean station of the Sternberg Astronomical Institute.  He found formal solutions to some important nonstationary and nonlinear problems of radiative transfer and time-series analysis. He developed the Occam approach to inversion problems of mathematical physics, in particular, to the problem of image restoration.
Источники: 20000124/MPCPages.arc; M.P.C. 38194.

## Орбита

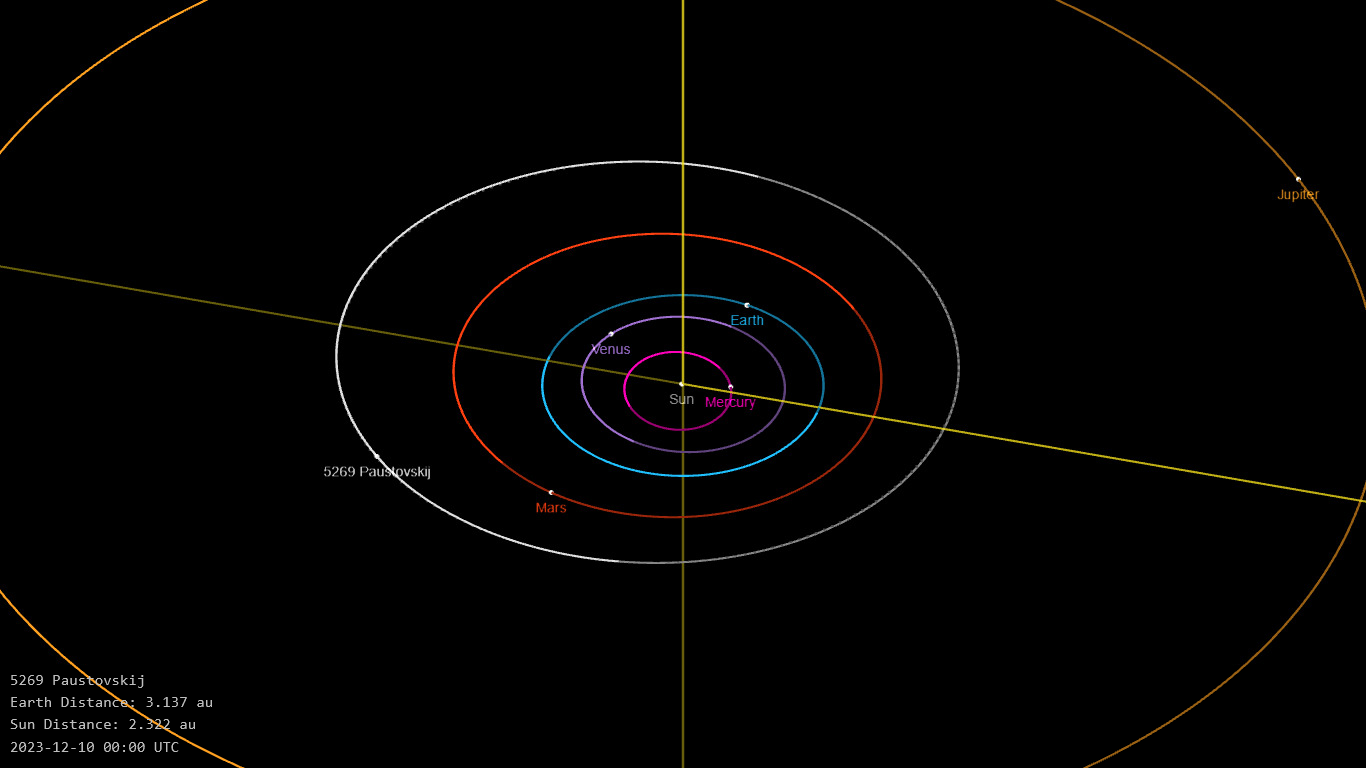
Орбита астероида Паустовский и его положение в Солнечной системе

## Физические характеристики
Из наблюдений телескопа VISTA следует, что астероид относится к таксономическому классу S.
По результатам наблюдений системы телескопов панорамного обзора и быстрого реагирования Pan-STARRS и наблюдений системы последнего оповещения о столкновении астероида с Землей Asteroid Terrestrial-impact Last Alert System абсолютная звёздная величина астероида сначала оценивалась равной 14,32±0,25m, позже — 14,35±0,052m и 14,81±0,050m.